# Villez-sous-Bailleul
Villez-sous-Bailleul és un municipi francès situat al departament de l'Eure i a la regió de Normandia. L'any 2007 tenia 310 habitants.

## Demografia

### Població
El 2007 la població de fet de Villez-sous-Bailleul era de 310 persones. Hi havia 118 famílies de les quals 16 eren unipersonals (8 homes vivint sols i 8 dones vivint soles), 41 parelles sense fills, 49 parelles amb fills i 12 famílies monoparentals amb fills.
La població ha evolucionat segons el següent gràfic:
Habitants censats

### Habitatges
El 2007 hi havia 131 habitatges, 117 eren l'habitatge principal de la família, 8 eren segones residències i 6 estaven desocupats. Tots els 128 habitatges eren cases. Dels 117 habitatges principals, 109 estaven ocupats pels seus propietaris, 6 estaven llogats i ocupats pels llogaters i 2 estaven cedits a títol gratuït; 2 tenien una cambra, 6 en tenien dues, 7 en tenien tres, 26 en tenien quatre i 76 en tenien cinc o més. 93 habitatges disposaven pel capbaix d'una plaça de pàrquing. A 38 habitatges hi havia un automòbil i a 72 n'hi havia dos o més.

### Piràmide de població
La piràmide de població per edats i sexe el 2009 era:
| Homes | Edats   | Dones |
| ----- | ------- | ----- |
| 0     | 95 o +  | 0     |
| 0     | 90 a 94 | 4     |
| 0     | 85 a 89 | 0     |
| 4     | 80 a 84 | 0     |
| 4     | 75 a 79 | 0     |
| 4     | 70 a 74 | 12    |
| 0     | 65 a 69 | 0     |
| 8     | 60 a 64 | 0     |
| 8     | 55 a 59 | 4     |
| 8     | 50 a 54 | 8     |
| 20    | 45 a 49 | 4     |
| 16    | 40 a 44 | 20    |
| 12    | 35 a 39 | 16    |
| 4     | 30 a 34 | 4     |
| 0     | 25 a 29 | 0     |
| 8     | 20 a 24 | 4     |
| 12    | 15 a 19 | 0     |
| 8     | 10 a 14 | 4     |
| 16    | 5 a 9   | 12    |
| 8     | 0 a 4   | 20    |

## Economia
El 2007 la població en edat de treballar era de 208 persones, 155 eren actives i 53 eren inactives. De les 155 persones actives 149 estaven ocupades (81 homes i 68 dones) i 6 estaven aturades (2 homes i 4 dones). De les 53 persones inactives 16 estaven jubilades, 28 estaven estudiant i 9 estaven classificades com a «altres inactius».

### Ingressos
El 2009 a Villez-sous-Bailleul hi havia 112 unitats fiscals que integraven 311,5 persones, la mediana anual d'ingressos fiscals per persona era de 23.792 €.

### Activitats econòmiques
Dels 6 establiments que hi havia el 2007, 1 era d'una empresa de construcció, 1 d'una empresa de comerç i reparació d'automòbils, 1 d'una empresa de transport, 2 d'empreses de serveis i 1 d'una empresa classificada com a «altres activitats de serveis».
Dels 4 establiments de servei als particulars que hi havia el 2009, 1 era un taller de reparació d'automòbils i de material agrícola, 1 guixaire pintor, 1 fusteria i 1 perruqueria.
L'any 2000 a Villez-sous-Bailleul hi havia 8 explotacions agrícoles que ocupaven un total de 279 hectàrees.

## Equipaments sanitaris i escolars
El 2009 hi havia una escola maternal integrada dins d'un grup escolar amb les comunes properes formant una escola dispersa.

## Poblacions properes
El següent diagrama mostra les poblacions més properes.